# BUT Filmfestival
Het BUT Filmfestival (BUTFF) is een jaarlijks filmfestival in Breda. 'BUT' staat voor B-Movies, Underground and Trash. Het festival is uitgebreid met muziek, performances, poëzie en kunsten. 
Het festival kent een BUT-Award toe voor winnaar competitie features, winnaar shorts, Lifetime Achievements (retrospective-hoofdgast). Het bestaat sinds 2006. Hoofdlocatie is Nieuwe Veste (binnenplaats, theaterzaal, twee filmzalen) en filmzalen in Chassé Theater (inclusief analoge projecties) en Filmhuis Breda.

## Achtergrond
Het filmfestival wordt georganiseerd door stichting Idee-fixe (IDFX), vanuit haar taak alternatieve kunstvormen, met de nadruk op grafische vormen, een ruimer publiek te geven.
B-movies zijn gemaakt als bijproduct in het Hollywood studiosysteem en zijn ontwikkeld tot een eigen genre of cult. Underground films zijn extreme films naar inhoud en beeld. Ze onderzoeken de grenzen van het acceptabele, en negeren de standaard normen. Underground films zijn vaak verbonden aan een subcultuur, of aan een kring van filmmakers. Trash films zijn zeer goedkoop gemaakte B-films. Vaak amateur-producties, niet gehinderd door gebrek aan talent voor het filmproces, maar hoe dan ook waargemaakt. Onconventioneel.
Eregasten waren onder andere Albert Pyun (2013), Jörg Buttgereit (2010) en John Waters (2009).
Het festival heeft een uitgebreid programma in performance, kunst en muziek.
BUTFF ontvangt sinds 2011 subsidie van het Nederlands Filmfonds.

## Edities

### 2024
28 augustus - 1 september
Hoofdgast: Alex Visani (Stomach (2019), Born Dead / Nati morti (2021), Blades in the Darkness (2022))
Award-competitie:
- Axel Falcon (Bazz Hancher, 2024, UK)
- Bloodsucker / Blodsuger (Kasper Juhl, 2024, Denemarken)
- Unspeakable: Beyond the Wall of Sleep (Chad Ferrin, 2024, USA)

### 2023
Thema: Now we're cooking
- Winnaar 'BUTtest Feature Award': Enter Mycel, Daniel Limmer (2022, Australië)
- Winnaar 'BUTtest Short Award': Jenglotman dan Keinginan Mertue Jahanam, Beny Kristia, Rakha Magelhaens (Indonesië)
- Winnaar 'BUTtiful Acting Award' (lifetime achievement): Laurence R. Harvey[4]

### 2022
Thema: Eye for an eye

### 2021
Thema: Sweet sick teens

### 2020
Thema: Holy shit